# Klára Fiksová
Klára Fiksová je česká modelka a účastnice několika soutěží krásy.

## Osobní život
Klára Fiksová pochází z Nového Města na Moravě. V letech 2001–2005 studovala na Gymnáziu v Bystřici nad Pernštejnem. Poté studovala na Filozofickě fakultě Masarykovy univerzity v Brně bakalářský obor Český jazyk a literatura ve studijním programu Filologie, který absolvovala v roce 2009 a získala titul Bc..[zdroj?]

## Soutěže Miss
Klára Fiksová se zúčastnila těchto soutěží krásy:
- Miss Reneta 2004 – I. vicemiss, Miss Reneta Internet[1]
- Miss Brno Open 2004 – I. vicemiss
- Miss České republiky 2005 – finalistka (Jihočeská vicemiss)[2]
- Miss Praha Open 2007 – I. vicemiss, Miss Sympatie[3]